# Gabriel M'Boa
Gabriel M'Boa es un atleta corredor de fondo centroafricano. Representó a su país en los Juegos Olímpicos de México 1968.

## Logros
- Juegos Olímpicos de México 1968 - 5 000 metros - tiempo: 17: 33
- Mejor marca personal: 5000 - 15: 24,6 (1962)[1]